# MÁVAG-Typ 106
Als Typ 106 bezeichnete die Budapester Maschinenfabrik MÁVAG eine Baureihe schmalspuriger Tenderlokomotive für Bosnische Spur (760 mm).

## Geschichte
Der Typ 106 hatte seine größte Verbreitung am Ende des Ersten Weltkrieges und in den 1920er Jahren. Die Zahl der gefertigten Lokomotiven ist nicht bekannt, aus der Literatur sind ein 1915 gefertigtes Exemplar mit der Fabriknummer 3575 und eine 1940 gefertigte Lokomotive mit der Fabriknummer 4879 bekannt. Bei der Konstruktion verließ der Hersteller bisher gewohnte Konstruktionscharakteristiken (Außenrahmen, elliptische Fenster).
Die Lokomotive mit der Werksnummer 3575 war als Nummer 3 für die ehemalige Považská lesná železnica (Waldbahn Waagtal) gefertigt wurden. Angeblich war sie an die ehemalige Schmalspurbahn Ružomberok–Korytnica verliehen worden, die genauen Daten sind allerdings nicht belegt. Auch die weiteren Einsatzdaten sind nicht bekannt, lediglich ein Foto zeigt die Lokomotive in den 1960er Jahren auf der ehemaligen elektrischen Waldbahn in Ľubochňa. Bei den Staatlichen Waldbahnen (Státní lesní dráha; SLD) soll sie die Nummer U 33.905 getragen haben.
Die 1940 unter der Werksnummer 4879 gefertigte Maschine war ab 1941 als MÁV 394.201 auf der Waldbahn Ungwar–Radvánc im Einsatz. Als das Verkehrsgebiet 1945 an die Sowjetunion fiel, verblieb sie dort. In den 1950er Jahren wurde sie ausgemustert.